# Jozef Samborský
Jozef Samborský (ur. 9 stycznia 1951 w Nowym Mieście nad Wagiem) – słowacki lekkoatleta, średniodystansowiec. W czasie swojej kariery reprezentował Czechosłowację.
Zdobył srebrny medal w sztafecie 4 × 4 okrążenia na halowych mistrzostwach Europy w 1973 w Rotterdamie (sztafeta czechosłowacka biegła w składzie: Ivan Kováč, Samborský, Jozef Plachý i Ján Šišovský), a w biegu na 800 metrów odpadł w eliminacjach.
Šišovský był mistrzem Czechosłowacji w sztafecie 4 × 400 metrów w 1976, wicemistrzem w biegu na 800 metrów w 1971, 1972 i 1977 oraz brązowym medalistą w biegu na 800 metrów w 1976. W hali był wicemistrzem Czechosłowacji w biegu na 800 metrów w 1973.
Rekord życiowy Samborskiego w biegu na 800 metrów wynosił 1:47,3. Startował w klubie Dukla Bańska Bystrzyca.